# Zollkriminalamt
Das Zollkriminalamt (ZKA) ist die Zentrale des deutschen Zollfahndungsdienstes, dessen Hauptaufgabe die Verfolgung und Verhütung der mittleren, schweren und organisierten Zollkriminalität ist. Es koordiniert und lenkt die Ermittlungen der angeschlossenen acht Zollfahndungsämter und deren 24 Außenstellen. In Fällen von besonderer Bedeutung kann das Zollkriminalamt Ermittlungen auch selbst durchführen. Es fungiert außerdem als eine der Zentralstellen für das Auskunfts- und Nachrichtenwesen in der deutschen Bundeszollverwaltung.
Das Zollkriminalamt ist als Direktion VIII ein Teil der Generalzolldirektion (GZD), einer Bundesoberbehörde im Geschäftsbereich des Bundesministeriums der Finanzen. Das Zollkriminalamt besitzt jedoch unter Berücksichtigung seiner gesetzlichen Stellung im Verbund der deutschen Sicherheitsbehörden als funktionale Einheit innerhalb der GZD eine Sonderstellung.

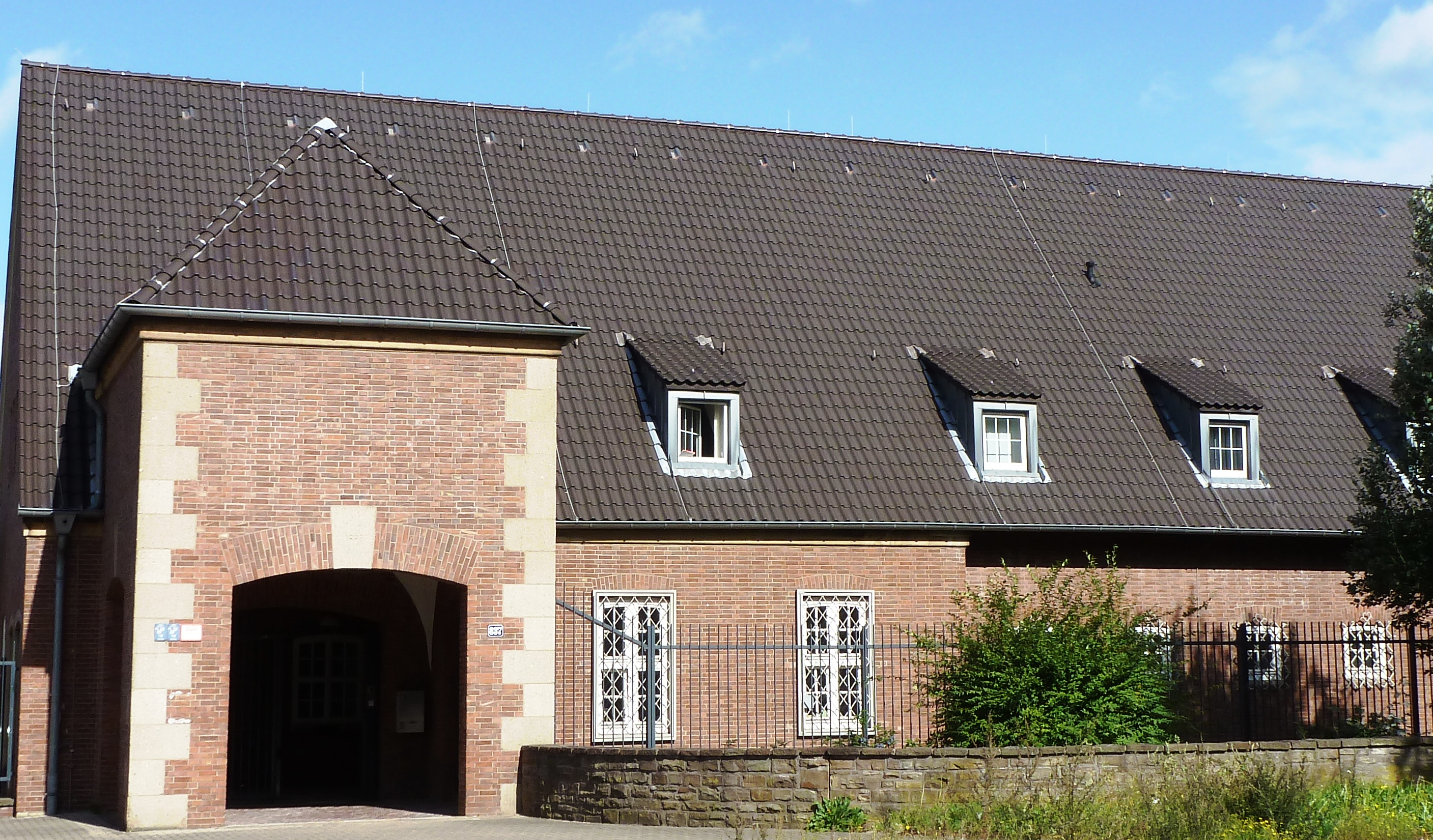
Gebäudeteil des Zollkriminalamts in Köln-Dellbrück

Das Zollkriminalamt hat seinen Hauptsitz in Köln. Darüber hinaus bestehen Dienstsitze in Berlin, Weiden in der Oberpfalz, Frankfurt (Oder), Wiesbaden, Bonn, Münster und Linnich.
Vorgängerbehörde des Zollkriminalamts war das 1952 errichtete Zollkriminalinstitut.

## Auftrag
Gesetzliche Grundlage für den Zollfahndungsdienst und somit auch für das Zollkriminalamt ist das Zollfahndungsdienstgesetz (ZFdG). Es regelt die Befugnisse und den Zuständigkeitsbereich des Zollfahndungsdienstes und ermöglicht u. a. zum Eingriff in den Telekommunikations- und Briefverkehr, um frühzeitig Erkenntnisse über schwere Zuwiderhandlungen im Bereich der Zuständigkeit zu erhalten. Die Beamten des ZKA sind zwar Ermittlungspersonen der Staatsanwaltschaft (§ 52 ZFdG), aber keine Polizeivollzugsbeamten. Sie haben bei Ermittlungen allerdings dieselben Rechte und Pflichten wie die Behörden und Beamten des Polizeidienstes nach der Strafprozessordnung (StPO).
Weitere Rechtsgrundlagen ergeben sich aus den Gesetzen zu den einzelnen Aufgabenfeldern des ZKA (z. B. das Außenwirtschaftsgesetz (AWG), das Zollverwaltungsgesetz oder der Zollkodex der Europäischen Union).
Die Generalzolldirektion insgesamt ist nach § 1 Finanzverwaltungsgesetz (FVG) eine Bundesfinanzbehörde im Rang einer Bundesoberbehörde.

## Organisation und Aufgaben

### Abteilung A – Internationale Zusammenarbeit, Risikomanagement, Zentrales Fachmanagement
- Internationale Koordination und Gremien
  - Internationale Amts- und Rechtshilfe
  - Zusammenarbeit mit der Europäischen Kommission (z. B. OLAF)
  - Kontaktstelle für die derzeit 19 Zollverbindungsbeamten im Ausland
- Gemeinsame Zentren (z. B. das gemeinsame Terrorismusabwehrzentrum (GTAZ))
- Koordinierung der Zusammenarbeit mit anderen Behörden
  - Bundeskriminalamt (BKA), Bundespolizei, Länderpolizeien und Landeskriminalämter sowie der Nachrichtendienste
  - Steuer- und Wirtschaftsbehörden
  - sowie den Justizbehörden
- IT-Kriminaltechnik
- Geschäftsstelle Zollfahndungsdienst
  - Informationen für den Zollfahndungsdienst und andere Dienststellen der Zollverwaltung sammeln, auswerten und zur Verfügung stellen
- Risikomanagementstrategie und operative Analyse, Informationsgewinnung und management

### Abteilung B – Außenwirtschaftsüberwachung und Zollkriminalität
- Allgemeine Fachaufgaben und Rechtsfragen (u. a. Justiziariat)
- Koordinierung Exportkontrolle
  - Proliferationsbekämpfung
  - Überwachung der Einhaltung von Embargos
  - Ausfuhr von Rüstungsgütern
- Bekämpfung Organisierter Kriminalität im Bereich von Zolldelikten
  - Hinterziehung und Verkürzung von Verbrauchsteuern und Einfuhrabgaben (z. B. durch Zigarettenschmuggel)
  - Einfuhr von Betäubungsmittel und Grundstoffe
    - Koordinierung der 16 Gemeinsamen Finanzermittlungsgruppen (GFG),
    - Koordinierung der 28 Gemeinsamen Ermittlungsgruppen Rauschgift (GER) von Zollfahndung und Polizei
    - sowie der gemeinsamen Grundstoffüberwachungsstelle von ZKA und BKA (GÜS), zur Überwachung von Chemikalien, die zur Herstellung synthetischer Drogen geeignet sind.

  - Verbote und Beschränkungen (u. a. Produktpiraterie und Artenschutz)
- Terrorbekämpfung
- fachliche IT-Strategie und Koordination

### Abteilung C – Unterstützung des Zollfahndungsdienstes
- Koordinierung der Spezialeinheiten des Zolls
  - Zentrale Unterstützungsgruppe Zoll (ZUZ)
  - Observationseinheiten Zoll (OEZ)
- Ermittlungstaktische Einsatzunterstützung
- Telekommunikationsüberwachung
- Lagezentrum Zoll
- Informationstechnik
  - Systembasisdienst
  - Zentrale IT-Aufgaben (inkl. operative IT-Sicherheit)
  - Software-Entwicklung
  - Systembetrieb

### Regionales Verbindungsbüro der Weltzollorganisation für Westeuropa
Internationale Bezeichnung: Regional Intelligence Liaison Office for Western Europe (RILO-WE)
- Auswertung und Analyse von Sicherstellungen der Zollverwaltungen
- Planung und Koordinierung von regionalen und internationalen Zolloperationen
- Kontaktstelle zu internationalen Organisationen

Die Ausbildung von Zollbeamten zu Zollfahndern und deren Fortbildung erfolgt ebenfalls weitestgehend beim Zollkriminalamt selbst.

## Leitung
Die Leitung des Zollkriminalamts wird nach Besoldungsgruppe B 6 und die Stellvertretung nach B 3 besoldet.
| Präsident (seit 2016: Direktionspräsident) | Präsident (seit 2016: Direktionspräsident) | Vizepräsident (seit 2016: stellv. Direktionspräsident) | Vizepräsident (seit 2016: stellv. Direktionspräsident) |
| ------------------------------------------ | ------------------------------------------ | ------------------------------------------------------ | ------------------------------------------------------ |
| Juli 1992 – April 2010                     | Karl-Heinz Matthias                        | Juli 1992 – Oktober 2008                               | Paul Wamers                                            |
| Oktober 2010 – Dezember 2011               | Paul Wamers                                | Oktober 2008 – November 2012                           | Margrit Neumann                                        |
| Januar 2012 – Juli 2018                    | Norbert Drude                              | seit November 2012                                     | Werner Turek                                           |
| Januar 2019 – April 2023                   | Dr. Rainer Mellwig                         |                                                        |                                                        |
| seit 1. März 2023                          | Dr. Tino Igelmann                          |                                                        |                                                        |

Seit 2016 lautet die Amtsbezeichnung der Leitung des ZKA Direktionspräsident der Direktion VIII der Generalzolldirektion. Die Bezeichnung der stellvertretenden Leitung lautet Abteilungsleiter A der Direktion VIII bzw. stellvertretender Direktionspräsident.

## Geschichte

### Vorgängerbehörden
Wie schon nach dem Ersten Weltkrieg hatte auch nach dem Zweiten Weltkrieg die Steuermoral einen Tiefpunkt erreicht und das Schmuggler- und Schiebertum bedrohliche Ausmaße angenommen. Insbesondere Urkundenfälschungen traten in vielfältigen Formen und Qualitäten auf, so dass deren Untersuchung den Zollbeamten vor Ort große Probleme bereitete. 1949 wurde daher die Zentrale Zollnachrichtenstelle in Frankfurt am Main errichtet. Zwei Jahre später wurde diese mit dem neu gegründeten Zollkriminalwissenschaftlichen Laboratorium bei der Zolltechnischen Prüfungs- und Lehranstalt (ZPLA) in Köln zusammengelegt. 1. Januar 1952 errichtete dann der Bundesminister der Finanzen das Zollkriminalinstitut (ZKI), welches nach dem Vorbild des Bundeskriminalamtes (BKA) ausgebaut wurde und vor allem im kriminalwissenschaftlichen Bereich spezielle Aufgaben übernahm.
1986 erhielt das ZKA als Zentrales Zollfahndungsamt eigene Ermittlungskompetenzen und den Status einer örtlichen Bundesbehörde mit bundesweiter Zuständigkeit. Ein sprunghafter Aufgabenzuwachs zeigte sich vor allem in den Bereichen der Überwachung des Außenwirtschaftsverkehrs und des Verkehrs mit Marktordnungswaren, der Bekämpfung des Rauschgiftschmuggels und der internationalen Rechts- und Amtshilfe der Zollverwaltungen. Auch aus dem EU-Binnenmarkt und deutschen Wiedervereinigung resultierten zusätzliche Aufgaben.

### Gründung des ZKA
Im Jahr 1989 erkannte die Bundesregierung die hohen Belastungen des ZKI als Zentralstelle für die Zollfahndung. Daraufhin beschloss sie im Februar 1991 neben einer qualitativen Verbesserung der Exportkontrollen auch, die zentrale Funktion des ZKI für den Austausch von Informationen zwischen Genehmigungs-, Überwachungs- und Strafverfolgungsbehörden auszubauen. Mit dem Gesetz zur Änderung des Finanzverwaltungsgesetzes und anderer Gesetze (BGBl. I S. 1222), welches am 15. Juli 1992 in Kraft trat, setzte sie diesen politischen Beschluss um. Nach § 1 Nr. 3 des Finanzverwaltungsgesetzes war nun das Zollkriminalamt als Bundesmittelbehörde als Zentralstelle zuständig für Ermittlungen von besonderer Bedeutung im Bereich in der Zollverwaltung.
Die Namensänderung erfolgte auch, da sich in der Bezeichnung „Zollkriminalinstitut“ vor allem die nun nicht vorrangige kriminaltechnisch orientierte Tätigkeit aus den Anfangsjahren des ZKI ausdrückte.
Seit 1998 ist das Zollkriminalamt im Kölner Stadtteil Dellbrück in der ehemaligen Kaserne Moorslede untergebracht.
Angesichts des sich verändernden Europas modifizierte auch die deutsche Zollfahndung ihre Gestalt zu Beginn des neuen Jahrtausends. Der Europäische Binnenmarkt und die Öffnung der Grenzen haben die Kriminalitätslage, auch die Zollfahndung weitreichend verändert.
Um die Zollkriminalität unter veränderten Bedingungen effektiv und nachhaltig bekämpfen zu können, reformierte sich auch der Zollfahndungsdienst grundlegend. Im Zuge dieser Umstrukturierung wurden 21 Zollfahndungsämter mit 31 Außenstellen auf 8 Zollfahndungsämter und 24 Dienstsitze konzentriert. Zudem wurden diese Dienststellen nun auch organisatorisch an das ZKA angebunden.
Mit dem Gesetz zur Neuregelung des Zollfahndungsdienstes (Zollfahndungsneuregelungsgesetz – ZFnrG) (BGBl. I S. 3202) wurde 2002 die Organisation des Zollfahndungsdienstes und die Aufgaben und Befugnisse des ZKA neu geregelt und mit dem Zollfahndungsdienstgesetz (ZFdG) wurde eine eigenständige rechtliche Handlungsgrundlage für den Zollfahndungsdienst geschaffen. Ein einheitlicher Organisationsstrang mit strikter Anbindung der Zollfahndungsämter an das ZKA sollte die koordinierte Arbeit der Zollfahndung unter dem einheitlichen Dach des Zollkriminalamtes sichern.

### Gründung der Generalzolldirektion
Mit Inkrafttreten des Gesetzes zur Neuorganisation der Zollverwaltung (BGBl. I S. 2178) zum 1. Januar 2016 wurde das ZKA als Direktion mit der Ordnungszahl VIII in die neu gegründete Generalzolldirektion (GZD) mit ihren Hauptsitz in Bonn integriert. Die Direktion VIII hat weiterhin ihren Sitz in Köln und hat auch alle fachlichen Zuständigkeiten behalten.

### Übernahme der Zentralstelle für Finanztransaktionsuntersuchungen vom BKA
Am 26. Juni 2017 wurde durch das Gesetz zur Umsetzung der Vierten EU-Geldwäscherichtlinie, zur Ausführung der EU-Geldtransferverordnung und zur Neuorganisation der Zentralstelle für Finanztransaktionsuntersuchungen (BGBl. I S. 1822) die Zentralstelle für Finanztransaktionsuntersuchungen als deutsche Financial Intelligence Unit (FIU) vom BKA im Geschäftsbereich des Bundesministerium des Innern zum Zoll im Geschäftsbereich des Bundesministeriums der Finanzen verlagert und als neue Abteilung mit dem Ordnungsbuchstaben D an das ZKA angegliedert.
Zwischenzeitlich wurde die FIU aus dem ZKA ausgegliedert und in die eigens hierfür gegründete Direktion X der Generalzolldirektion überführt.

## Medienberichte
- Im November 1999 wurde in der Reuter-Affäre ein bundesweiter Korruptionsskandal u. a. in der Zollverwaltung aufgedeckt. Zollfahnder hatten jahrelang gegen Gefälligkeiten im Wert von mehr als 100.000 Euro bei der Beschaffung von Abhörtechnik einen bestimmten Anbieter bevorzugt. In der Folge wurde bundesweit in diversen Behörden gegen mehr als 400 Personen wegen Vorteilsnahme und Bestechlichkeit ermittelt.
- 2004 ergriff das Zollkriminalamt in der Frankfurter „Flughafen-Affäre“ öffentlich Partei für den Frankfurter Zollbeamten Stefan R. Dieser hatte einen Schmuggel von Atomwaffenteilen in den Iran verhindert und wurde wegen angeblicher Kompetenzüberschreitung entlassen.[5][6] Während die für den Frankfurter Flughafen zuständige Oberfinanzdirektion Koblenz die öffentlich massiv kritisierte Entlassung zu verteidigen versuchte, lobte das Zollkriminalamt hingegen die Verdienste des entlassenen Beamten wegen der Abwehr einer „Gefahr für die Außenbeziehungen der Bundesrepublik Deutschland“. Der Fall sorgte bundesweit für Aufsehen und fand auch im Ausland Beachtung.[7] Die Entlassung wurde zunächst am 13. November 2006 vom Verwaltungsgericht Frankfurt am Main wieder aufgehoben.[8] Die Oberfinanzdirektion legte hiergegen Rechtsmittel ein. Nach siebenjährigem Rechtsstreit wurde die Entlassung nach Zurückverweisung durch das Bundesverwaltungsgericht am 8. Juni 2011 vom Hessischen Verwaltungsgerichtshof endgültig aufgehoben.[9]
- 2005 kam es in der Ausbildungsstätte für Spezialeinsatzkräfte in Stetten am kalten Markt durch betrunkene Beamte zum illegalen Schusswaffeneinsatz mit Übungsmunition. Das Zollkriminalamt reagierte umgehend und leitete disziplinarische Maßnahmen gegen die Verursacher ein.[10]
- 2011–2012 wurde im Rahmen der Analyse des Chaos Computer Club und der anschließenden Presseberichterstattung im Fall des so genannten „Staatstrojaners“ bekannt, dass auch das Zollkriminalamt die umstrittene Software der Firma DigiTask beschafft und in mehreren Fällen eingesetzt hat.[11]
- Am 14. Juli 2020 wurde die erst 2017 geschaffene Zentralstelle für Finanztransaktionsuntersuchungen beim Zollkriminalamt von Staatsanwaltschaft und Polizei durchsucht. Es lag der Verdacht der Strafvereitelung im Amt vor, da der „Spiegel“ zuvor über Geldwäsche im Zusammenhang mit Transaktionen in afrikanische Staaten berichtet hatte, die nicht oder verspätet von der entsprechenden Stelle im ZKA weitergeleitet wurden.[12]